# کردنباخ
کردنباخ (به آلمانی: Kredenbach) یک منطقهٔ مسکونی در آلمان است که در کرویزتال واقع شده‌است.